# Volyňka
 (mars 2015).
Si vous disposez d'ouvrages ou d'articles de référence ou si vous connaissez des sites web de qualité traitant du thème abordé ici, merci de compléter l'article en donnant les références utiles à sa vérifiabilité et en les liant à la section « Notes et références ».
La Volyňka est une rivière de Tchéquie de 46 km de long qui coule dans la région de la Bohême du Sud. Elle se jette dans l'Otava au niveau de la ville de Strakonice, elle est donc un sous-affluent de l'Elbe.